# Le Torp-Mesnil
Le Torp-Mesnil est une commune française située dans le département de la Seine-Maritime en région Normandie.

## Géographie

### Localisation
Les communes limitrophes sont Val-de-Saâne, Boudeville, Lindebeuf, Saâne-Saint-Just et Saint-Laurent-en-Caux.
| Saint-Laurent-en-Caux | Saâne-Saint-Just | Auzouville-sur-Saâne |
|                       | Torp-Mesnil      | Val-de-Saâne         |
| Boudeville            | Lindebeuf        |                      |

### Hydrographie
La commune est située dans le bassin Seine-Normandie. Elle n'est drainée par aucun cours d'eau,.

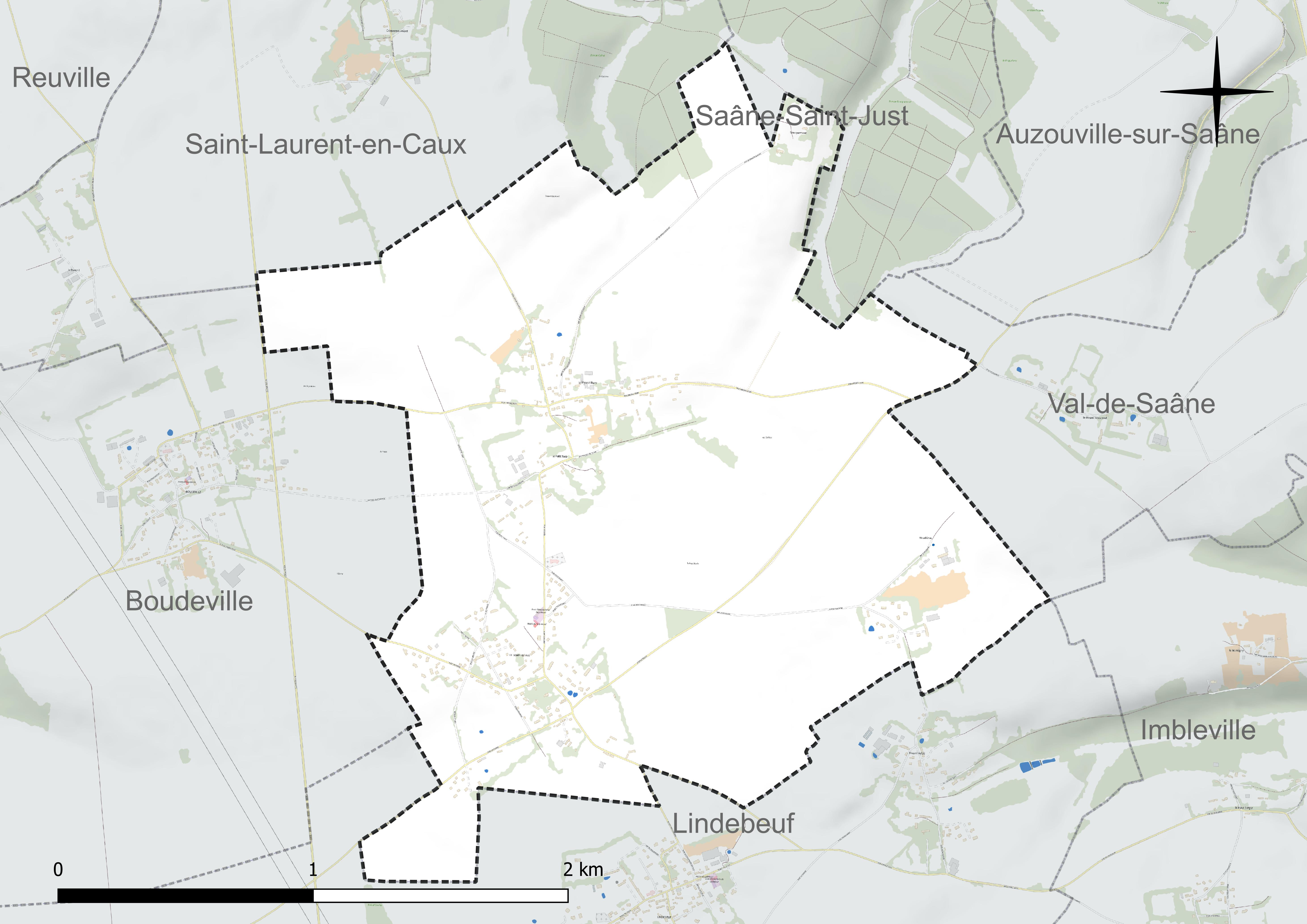
Réseau hydrographique du Torp-Mesnil.

### Climat
Pour des articles plus généraux, voir Climat de la Normandie et Climat de la Seine-Maritime.
En 2010, le climat de la commune est de type climat océanique franc, selon une étude du CNRS s'appuyant sur une série de données couvrant la période 1971-2000. En 2020, Météo-France publie une typologie des climats de la France métropolitaine dans laquelle la commune est exposée à un climat océanique et est dans la région climatique Côtes de la Manche orientale, caractérisée par un faible ensoleillement (1 550 h/an) ; forte humidité de l’air (plus de 20 h/jour avec humidité relative > 80 % en hiver), vents forts fréquents. Parallèlement le GIEC normand, un groupe régional d’experts sur le climat, différencie quant à lui, dans une étude de 2020, trois grands types de climats pour la région Normandie, nuancés à une échelle plus fine par les facteurs géographiques locaux. La commune est, selon ce zonage, exposée à un « climat maritime », correspondant au Pays de Caux, frais, humide et pluvieux, légèrement plus frais que dans le Cotentin.
Pour la période 1971-2000, la température annuelle moyenne est de 10,1 °C, avec une amplitude thermique annuelle de 13,3 °C. Le cumul annuel moyen de précipitations est de 928 mm, avec 13,5 jours de précipitations en janvier et 8,8 jours en juillet. Pour la période 1991-2020, la température moyenne annuelle observée sur la station météorologique la plus proche, située sur la commune d'Ectot-lès-Baons à 11 km à vol d'oiseau, est de 10,8 °C et le cumul annuel moyen de précipitations est de 905,5 mm,. Pour l'avenir, les paramètres climatiques de la commune estimés pour 2050 selon différents scénarios d'émission de gaz à effet de serre sont consultables sur un site dédié publié par Météo-France en novembre 2022.

## Urbanisme

### Typologie
Au 1er janvier 2024, Le Torp-Mesnil est catégorisée commune rurale à habitat dispersé, selon la nouvelle grille communale de densité à sept niveaux définie par l'Insee en 2022.
Elle est située hors unité urbaine et hors attraction des villes,.

### Occupation des sols
L'occupation des sols de la commune, telle qu'elle ressort de la base de données européenne d’occupation biophysique des sols Corine Land Cover (CLC), est marquée par l'importance des territoires agricoles (99,2 % en 2018), une proportion identique à celle de 1990 (99,2 %). La répartition détaillée en 2018 est la suivante : 
terres arables (77 %), zones agricoles hétérogènes (22,2 %), forêts (0,8 %). L'évolution de l’occupation des sols de la commune et de ses infrastructures peut être observée sur les différentes représentations cartographiques du territoire : la carte de Cassini (XVIIIe siècle), la carte d'état-major (1820-1866) et les cartes ou photos aériennes de l'IGN pour la période actuelle (1950 à aujourd'hui).

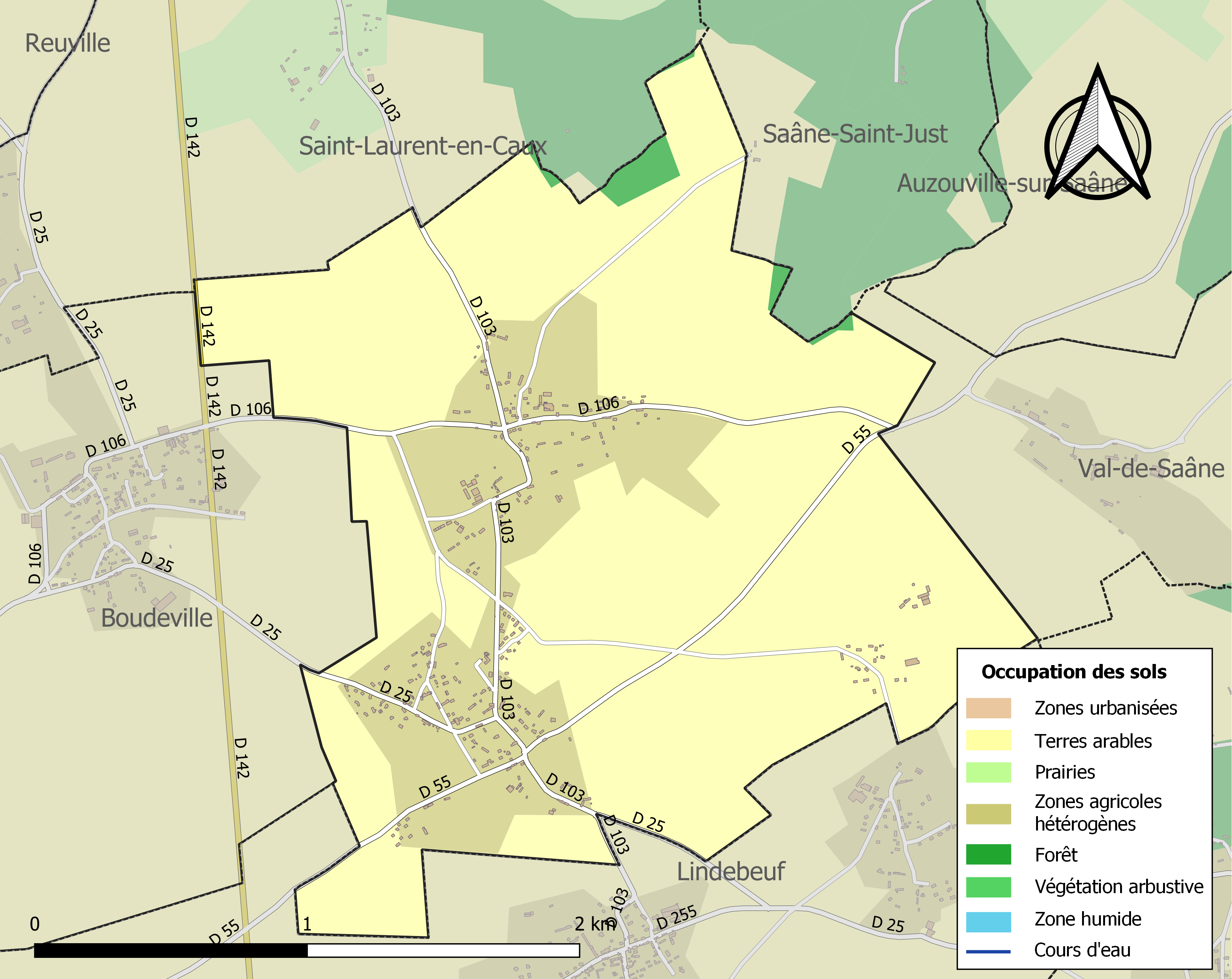
Carte des infrastructures et de l'occupation des sols de la commune en 2018 (CLC).

## Toponymie
Le village est le résultat de la réunion en 1826 de la commune du Torp avec la commune du Mesnil-Rury.
Le nom du Torp est attesté sous les formes [Ecclesia de] Torp entre 1100 et 1110 ; [de] Torpi en  1142 ; Torpes [dimidium feodum de Britolio] vers 1210 ; [Ecclesia de] Torp vers 1240 ; [In decimis deu] Torp en 1218 ; [Parrochia Beate Marie de] Torpo entre 1277 et 1281 ; [Parrochia Notre Dame de] Torp en 1297 ; Le Torp en 1337 et 1431 ; Le Trop entre 1319 et 1422 ; Ecclesia de Torpo en  1467 ; Torp en Caux en 1541 ; Saint Sauveur du Torp en 1714 (Archives départementales de la Seine-Maritime, G 3267, 1703, 3448, 738); Le Torp en 1715.
Du scandinave torp « village », comprendre vieux norrois þorp « hameau, village » (vieux danois þorp > danois torp; norvégien torp). Cependant, le sens de torp en Normandie semble parfois être celui du danois, norvégien et du suédois moderne, à savoir « ferme isolée » ou « groupe de  fermes isolées ». Il est identique au vieil anglais þorp (> anglais thorp) qui signifie parfois également « ferme, exploitation rurale ». C'est ce que semble indiquer en tout cas, le nom du prieuré du Torps, perdu au sein de la forêt de Brotonne.
L'élément -Mesnil est attesté dans le composé de Maisnillo Reeri vers 1190; Mesnil Roeri fin du XIIe siècle; de Meisnillo Roheri en 1202; Mesnil Roeri en 1211, Maisnil Roeril en 1213 (Archives départementales de la Seine-Maritime, 24 H.); de Mesnillo Roeri vers 1240; Mesnillum Ruri en 1337, Mesnil Reuri en 1319, 1398, 1403, 1422 (Archives départementales de la Seine-Maritime, G 3267, 3268), 1431, 1456 et 1457; Mesnil Rury entre 1684 et 1714 (Archives départementales de la Seine-Maritime, G 169, 8366, 738); Mesnil Reury en 1464; Mesnil Reury  en 1419; Mesnil Rury 1695, 1756 et 1777 (Archives départementales de la Seine-Maritime, II B 387, 388, 349); Le Mesnil Rury en 1757 (Carte de Cassini).
De mesnil « établissement rural », suivi du nom de personne de type germanique Rodericus.

## Histoire

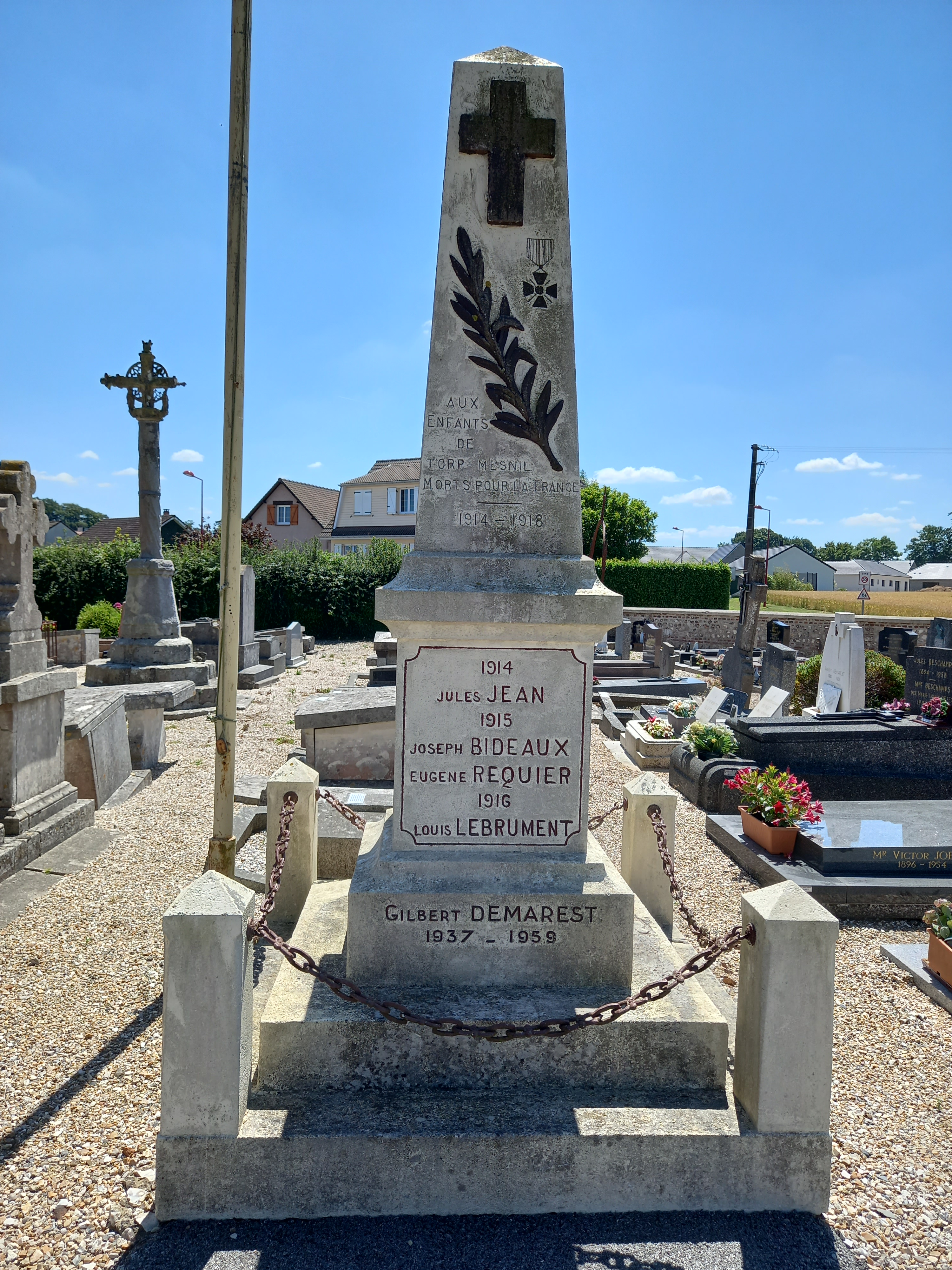
Monument aux morts.

Lors de la Seconde Guerre mondiale, le village a subi 54 bombardements au cours du premier semestre 1944.
Par le décret du 29 mars 2019, une partie de territoire de la commune de Saâne-Saint-Just est rattachée à la commune du Torp-Mesnil.

## Politique et administration

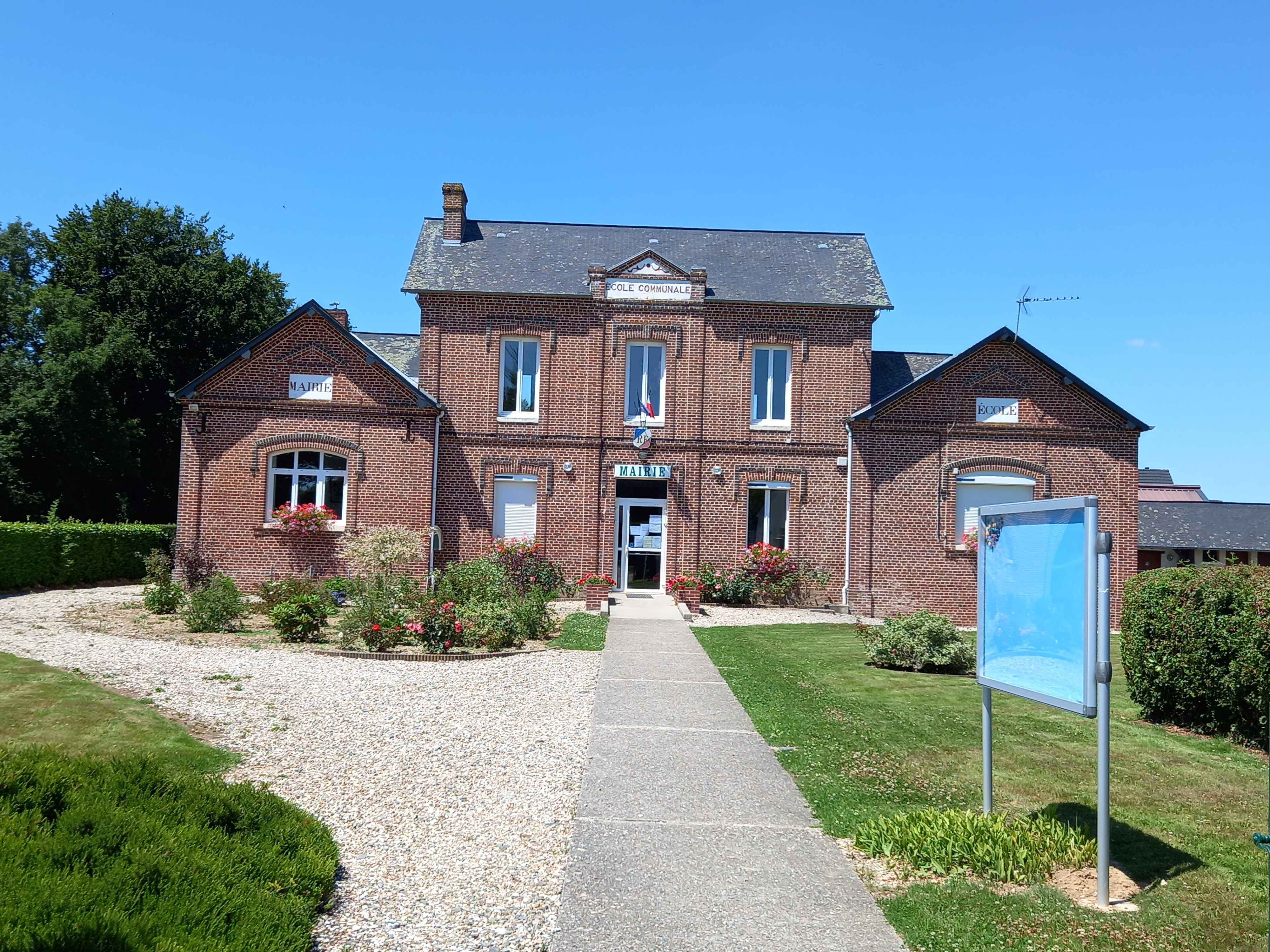
Mairie.

| Période                                  | Période                    | Identité         | Étiquette | Qualité                        |
| ---------------------------------------- | -------------------------- | ---------------- | --------- | ------------------------------ |
| Les données manquantes sont à compléter. |                            |                  |           |                                |
| 1935                                     |                            | F. Lefrançois    |           |                                |
| 1957                                     |                            | N. Chauvin       |           |                                |
| mars 2001                                | En cours (au 10 août 2020) | Philippe Cordier |           | Réélu pour le mandat 2020-2026 |

## Équipements et services publics

### Enseignement
Le Torp-Mesnil dépend de l'Académie de Normandie. Le village a conservé son école primaire publique. Elle est associée aux écoles de Vibeuf, Boudeville et Lindebeuf au sein du regroupement pédagogique intercommunal (RPI) des mares et mesnils. Les élèves sont associés aux différentes commémorations et fêtes organisées localement.

## Population et société

### Démographie
L'évolution du nombre d'habitants est connue à travers les recensements de la population effectués dans la commune depuis 1793. Pour les communes de moins de 10 000 habitants, une enquête de recensement portant sur toute la population est réalisée tous les cinq ans, les populations de référence des années intermédiaires étant quant à elles estimées par interpolation ou extrapolation. Pour la commune, le premier recensement exhaustif entrant dans le cadre du nouveau dispositif a été réalisé en 2007.

En 2022, la commune comptait 454 habitants, en évolution de +7,33 % par rapport à 2016 (Seine-Maritime : +0,35 %, France hors Mayotte : +2,11 %).
| 1793 | 1800 | 1806 | 1821 | 1831 | 1836 | 1841 | 1846 | 1851 |
| ---- | ---- | ---- | ---- | ---- | ---- | ---- | ---- | ---- |
| 500  | 412  | 404  | 386  | 623  | 673  | 639  | 632  | 646  |

| 1856 | 1861 | 1866 | 1872 | 1876 | 1881 | 1886 | 1891 | 1896 |
| ---- | ---- | ---- | ---- | ---- | ---- | ---- | ---- | ---- |
| 628  | 594  | 566  | 520  | 477  | 426  | 403  | 401  | 351  |

| 1901 | 1906 | 1911 | 1921 | 1926 | 1931 | 1936 | 1946 | 1954 |
| ---- | ---- | ---- | ---- | ---- | ---- | ---- | ---- | ---- |
| 302  | 284  | 256  | 219  | 238  | 207  | 229  | 228  | 216  |

| 1962 | 1968 | 1975 | 1982 | 1990 | 1999 | 2006 | 2007 | 2012 |
| ---- | ---- | ---- | ---- | ---- | ---- | ---- | ---- | ---- |
| 210  | 188  | 159  | 223  | 262  | 233  | 283  | 291  | 372  |

| 2017 | 2022 | - | - | - | - | - | - | - |
| ---- | ---- | - | - | - | - | - | - | - |
| 441  | 454  | - | - | - | - | - | - | - |

## Culture locale et patrimoine

### Lieux et monuments

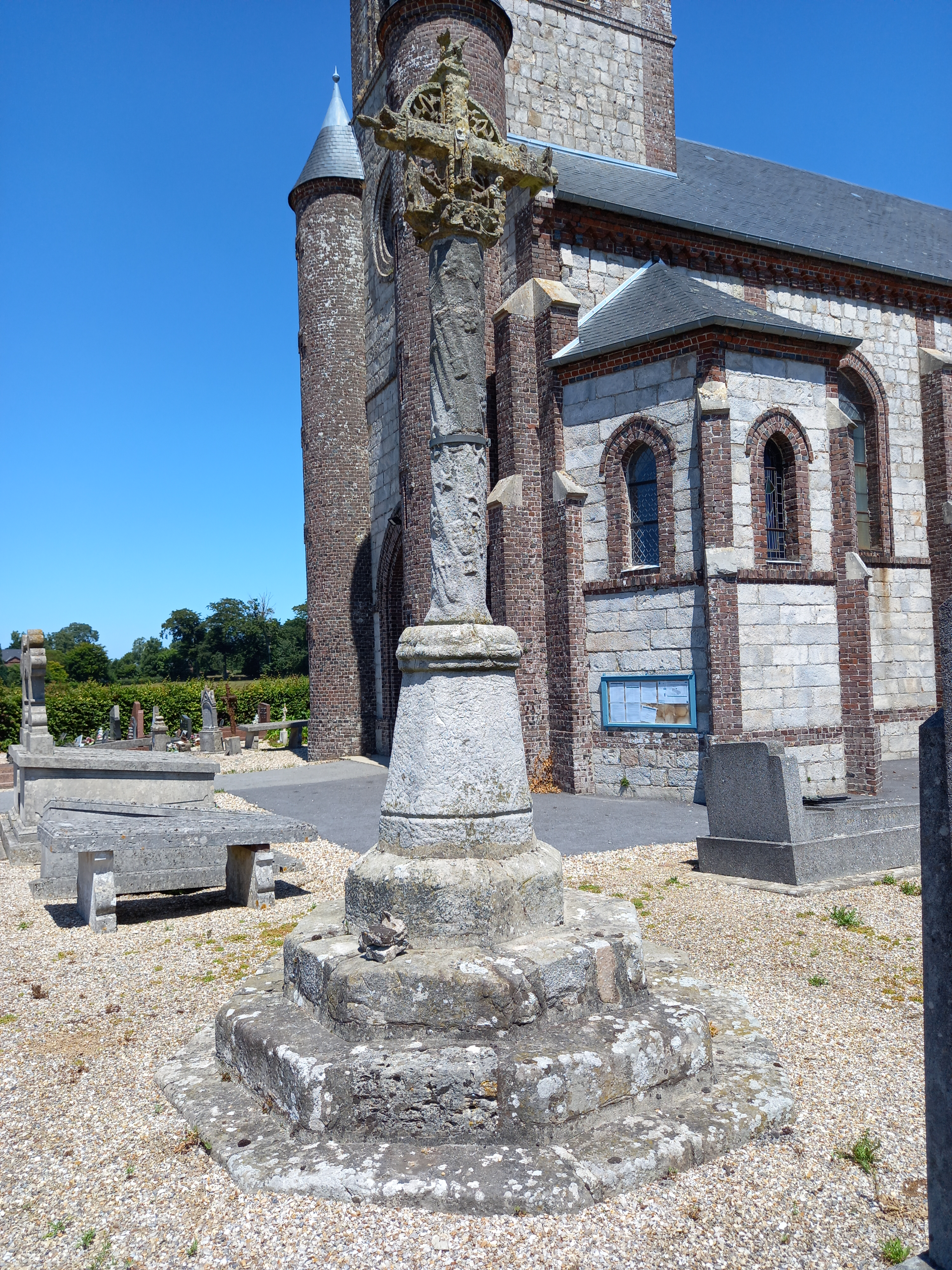
L'église et la croix de cimetière.

- Église Saint-Henri, édifice néo-roman daté de la fin du XIXe siècle en pierre calcaire et brique. Elle résulte de la destruction en 1866 des églises paroissiales du Mesnil-Rury et de celle du Torp[26]. Au XIIe siècle, Guillaume Huchet donne l'église du Mesnil-Rury qui est placée sous le patronage des prieurs de Longueville[26]. L'église du Torp était initialement dédiée à la Vierge Marie. En 1105, elle avait été donnée par Osbern de Lindebeuf à l'abbaye de Saint-Wandrille[26]. Le chevalier Jean de Lindebeuf trouve la mort sur le chemin de la croisade, c'est par sa femme Jeanne qu'il tenait en fief le Torp, car c'est elle qui était l'héritière des terres du Torp, alors que son époux était tenant de Lindebeuf.
- Calvaire de la Passion XVIe siècle[26]. Il se situe entre Lindebeuf et Torp-Mesnil.

### Personnalités liées à la commune
- Louis Jacques Ledesvé, juge de paix et homme politique.